# Niżnia Kotelnicowa Ławka
Niżnia Kotelnicowa Ławka, Zadnia Kotelnicowa Ławka (słow. Nižná kotolnicová lávka, Zadná kotolnicová lávka, niem. Unteres Kesseljoch, Hinteres Kesseljoch, węg. Alsó-Katlanos-csorba) – znajdująca się na wysokości 1955 m przełęcz w grani głównej Tatr Wysokich, pomiędzy Małą Kotelnicą (Malá Kotolnica, 1974 m) a Pośrednią Kotelnicą (Prostredná Kotolnica, 1980 m). Należy do odcinka grani zwanego Liptowskimi Murami. Granią tą biegnie granica polsko-słowacka. Północne stoki przełęczy opadają stromo na piarżysko nad Czarnym Stawem w Dolinie Pięciu Stawów Polskich. Stoki południowe są skaliste tylko w najwyższej części, niżej są bardziej łagodne, piarżysto-trawiaste i opadają do Doliny Koprowej.
Słowo ławka pierwotnie oznaczało mniej więcej poziomą terenową formację podobną do zachodu lub półki. Później nazwę tę przeniesiono na znajdujące się nad nią przełęcze i przełączki. Na północnych zboczach Niżniej Czarnej Ławki rzeczywiście istnieje podobna do zachodu pozioma formacja skalna.

## Przypisy

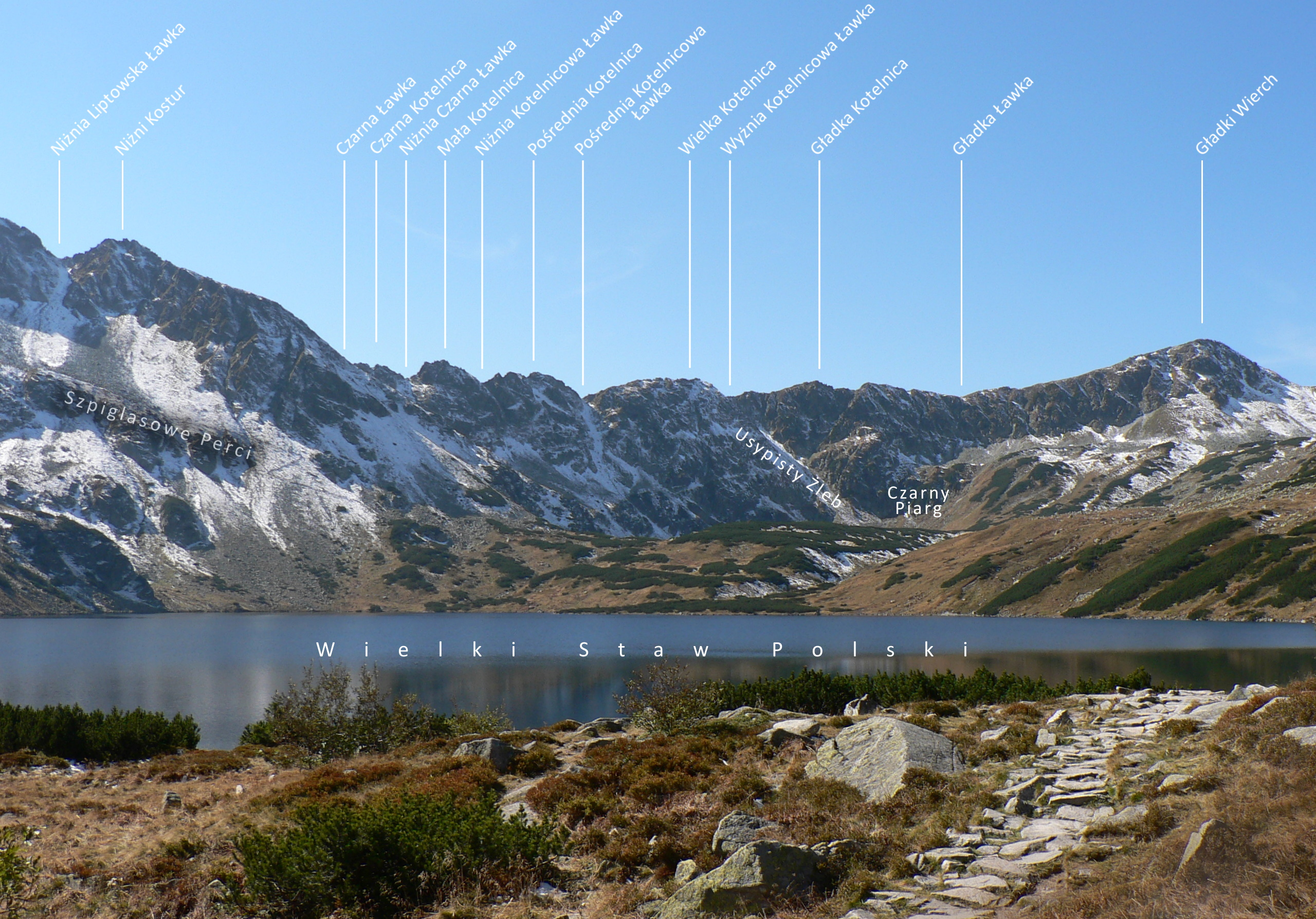
Kotelnica, widok z Doliny Pięciu Stawów Polskich